# Thomas Vincent Commins
Thomas Vincent Commins (* 3. Oktober 1913 in Ballymoreen, Irland; † 1985) war ein irischer Diplomat.

## Leben
Commins trat 1946 dem diplomatischen Dienst bei und wurde bis 1948 an der irischen Botschaft in Washington, D.C. tätig. Commins kehrte nun nach Irland zurück und arbeitete die nächsten sechs Jahre in Dublin für das irische Außenministerium. Von 1954 bis 1955 war er Konsul an der irischen Botschaft in Paris. Danach war er 1955 Geschäftsträger in der Botschaft in Lissabon. In seiner weiteren diplomatischen Karriere war Commins unter anderem von 1959 bis 1960 irischer Gesandter in Argentinien, von 1960 bis 1962 Botschafter in Italien, danach von 1962 bis 1966 Botschafter beim Heiligen Stuhl, sowie von 1966 bis 1970 Botschafter in Frankreich und von 1970 bis 1974 erneut Botschafter beim Heiligen Stuhl.